# Служба волонтёров Государственного Эрмитажа
Служба волонтёров Государственного Эрмитажа — программа Государственного Эрмитажа, объединяющая иностранных и российских студентов в молодежную организацию, которая предоставляет возможность всем желающим на практике познакомиться с работой Государственного Эрмитажа и принять непосредственное участие в подготовке и проведении различных мероприятий, а также в работе над многочисленными интересными проектами.

## Миссия
Миссия Службы волонтеров: «Воспитание чувства ответственности за сохранение культурного наследия».

## История создания
Рождение Службы волонтёров неразрывно связано с подготовкой торжеств по случаю трёхсотлетнего юбилея Санкт-Петербурга. Государственный Эрмитаж принимал активное участие в праздновании юбилея, было организовано множество мероприятий, как для жителей города, так и для высоких гостей. Но реализовать эти проекты силами одного Эрмитажа было бы невозможно. Поэтому, когда нашлись добровольцы, готовые предложить свою помощь музею, руководство поддержало их инициативу.
В январе 2003 года лидер группы молодежи, стремившейся участвовать в праздничных мероприятиях, приуроченных к 300-летию Санкт-Петербурга Михаил Кожуховский, обратился к руководству Государственного Эрмитажа с предложением создать в музее Службу волонтёров из числа студентов, владеющих иностранными языками. В результате, ещё до утверждения программы в Государственном Эрмитаже удалось отобрать и подготовить для работы в музее 150 человек. Весной программа получила поддержку Комитета по празднованию трёхсотлетия Санкт-Петербурга. 23 мая 2003 года волонтёры начали работу в Эрмитаже. М. Кожуховский стал штатным сотрудником музея и руководителем Службы волонтёров, которая получила статус специальной программы, и с тех пор успешно функционирует.
За первые годы существования Службы были отработаны схемы сотрудничества волонтёров с различными отделами музея и определены приоритетные направления работы, как в Эрмитаже, так и за его пределами.
В 2013 году, в год празднования 10-летия образования Службы волонтеров в Государственном Эрмитаже, Правительство Санкт-Петербурга отметило вклад Государственного Эрмитажа в развитие добровольчества. Именно поэтому было принято решение провести Торжественную часть ежегодно организуемого Комитетом по молодежной политике Правительства Санкт-Петербурга форума волонтерских организаций «Доброфорум 2013» в Главном Штабе. 23 ноября 2013 года в Атриуме Главного Штаба состоялось торжественное награждение лучших добровольческих объединений Санкт-Петербурга. Служба волонтеров Государственного Эрмитажа была отмечена в конкурсе «Эффективное добровольчество» в номинации «Проведение городских мероприятий». Диплом I степени и бронзовая статуэтка Маленького Принца была торжественно вручена координатору Службы волонтеров Государственного Эрмитажа Михаилу Кожуховскому.
В августе 2015 года Сектор специальных мероприятий, который курировал программу «Служба волонтеров Государственного Эрмитажа» был преобразован в Сектор по работе с волонтерами Историко-информационной службы. Начальником Сектора по работе с волонтерами был назначен М. Ю. Кожуховский.

## Команда
Состав команды волонтёров очень разнообразен и постоянно пополняется и включает студентов, школьников, пенсионеров, как русских, так и иностранных. Каждый проводит столько времени в музее, сколько может и выбирает для себя занятие согласно своим склонностям. Но никто из волонтёров не  отказывается и от необходимой общей работы.
Сейчас в Службе работают волонтёры из России, Соединённых Штатов Америки, Швейцарии, Франции, Италии, Германии, Великобритании, Кореи, Израиля и Палестины и многих других стран. Среди них можно найти филологов, журналистов и инженеров, водителей трамваев и арахнологов, музыкантов и барменов, преподавателей и историков искусства.

## Деятельность
Волонтёры помогают администраторам в приёме посетителей, контролируют доступ в залы и соблюдение правил музея. Ещё одним, безусловно важным направлением работы волонтёров является оказание помощи в проведении научно-исследовательских работ научным отделам Эрмитажа: систематизация и каталогизация объектов хранения, реставрация. Кроме этих двух направлений, занимающих значительную часть деятельности Службы, волонтёры занимаются переводом информационных материалов и преподают иностранные языки, выполняют секретарскую и курьерскую работу, помогают в проведении выставок, театрализованных и концертных программ, а также специальных мероприятий Государственного Эрмитажа (таких, как Международный благотворительный торжественный приём в Зимнем дворце, встречи Клуба Друзей Эрмитажа). Волонтёры сотрудничают со Службой гостеприимства, Отделом археологии Восточной Европы и Сибири, Отделом Античного мира, Сектором маркетинга, Сектором специальных мероприятий, Отделом современного искусства, Эрмитажным театром, Пресс-службой Государственного Эрмитажа и некоторыми другими подразделениями и отделами. Кроме того, волонтёры участвуют в международных семинарах и конференциях, внося тем самым свой вклад в общее дело развития музея. В Эрмитаже волонтеры работают в научно-исследовательских экспедициях, помогают в работе научно-хранительских отделов, при проведении и в организации различных конференций, концертов, фестивалей, конкурсов, квестов и выставок. Очень важную роль волонтеры Эрмитажа играют в проектах по сохранению культурного и исторического наследия, привлекая внимание к памятникам, находящимся под угрозой. В рамках проекта WHY (World Heritage & Youth — Всемирное наследие и молодежь) волонтеры принимали активное участие в спасении Музея электрического транспорта, Ропшинского дворца, Охтинского мыса от строительства «Охта-центра». Без участия волонтеров невозможно было бы представить проведение всех праздничных мероприятий, посвящённых 250 -летию Эрмитажа, проводимых в течение всего 2014 года, включая Манифесту – крупнейшую биеннале современного искусства.
Деятельность Службы волонтёров включает в себя создание и реализацию собственных проектов, направленных на привлечение молодежи к современным проблемам культурного наследия и воспитание чувства ответственности за его сохранение. Наиболее ярко деятельность волонтеров в этом направлении проявилась в культурно-образовательной программе «Пальмира: Вдыхая жизнь!», объединившей более трёх десятков проектов, и призванной привлечь внимание к катастрофическому и целенаправленному уничтожению памятников истории и культуры. Реализация многих проектов осуществляется в рамках подготовки и проведения различных международных акций, таких как: «Ночь музеев», «День космонавтики», «День европейских языков», «Дни Эрмитажа» и других.

## Проекты
У волонтеров Государственного Эрмитажа есть исключительная возможность реализации собственных проектов, начиная от предложения своих идей развития музея до воплощения их в жизнь совместно с музейными службами. Такими проектами являются конкурсы компьютерной графики, проводимые в Эрмитаже уже более 10 лет, с 2005 года. В 2015 году крупнейшими проектами волонтеров стали «Ночь музеев в Старой Деревне» с выставочным проектом «Черный квадрат войны» и «Год Аргентины в Эрмитаже» со специальной программой «Танго-душа Аргентины» с концертом и мастер-классом по танго, а также посвящённый европейской литературе фестиваль «Открой свою Европу в Эрмитаже», с мастер-классами, викторинами, лекциями, показами фильмов, уроками языка и танцев, концертами и квестом с использованием современных технологий.
Особое значение в жизни волонтеров и особенно в части программ, посвящённых культурному наследию сыграли трагические события на Ближнем Востоке в 2015 и 2016 годах на территории современных Ирака и Сирии.  Катастрофические разрушения культурных центров, музеев, древних городов было вызвано политикой целенаправленного уничтожения памятников культуры, проводимой силами запрещенной в России террористической организации, так называемого Исламского государства Ирака и Леванта (ИГИЛ). Волонтеры Государственного Эрмитажа предложили целый ряд проектов, посвящённых сохранению культурного наследия и привлечению особого внимания к страшной трагедии, в результате которой многочисленные памятники мирового значения были полностью утрачены. Программа волонтеров «Пальмира: Вдыхая жизнь!» получила большое признание и была представлена многочисленными проектами как в самом Эрмитаже, так и на международном фестивале музеев в Москве «Интермузей 2016» (ЦВЗ «Манеж», 13-16 мая 2016 г.). Наибольшим количеством проектов культурно-образовательная программа «Пальмира: Вдыхая жизнь!» была представлена в рамках акции «Ночь музеев 2016» в Эрмитаже (РХЦ «Старая Деревня», 21 мая 2016 г.).
В 2016 году, объявленном в России годом кино, а также перекрестным годом культуры России и Греции волонтеры представляют целый ряд проектов, посвящённых мировому кинематографу и греческой культуре. Основные проекты в 2017 году посвящены двум переломным периодам в истории России, оказавшим воздействие на развитие мировой культуры, это «1717 год» и «1917 год».

### Комплексный проект «Ропша»
Проект «Ропша» является первым проектом Службы волонтёров. Главной целью проекта было акцентирование внимания на проблеме сохранения дворцово-паркового ансамбля в Ропше. Усадьба Ропша находится на юго-западе от Санкт-Петербурга и входит в список Всемирного наследия ЮНЕСКО благодаря располагающемуся там дворцу XVIII века.

### WHY (World Heritage & Youth) — Всемирное наследие и молодежь
World Heritage & Youth — Всемирное наследие и молодежь — самый важный на сегодняшний день проект Службы волонтёров. Название проекта «WHY» можно рассмотреть как вопрос: «Почему для современной молодежи важно сохранять культурное наследие?». Ответ на этот вопрос и пытаются дать волонтёры и специалисты в области сохранения культурного наследия в процессе проходящих в рамках проекта культурных мероприятий, круглых столов, встреч с представителями КГИОП, ВООПИК, ИКОМОС и археологами, историками и активистами. Главная цель проекта — привлечь к сохранению и бережному отношению к культурному наследию как можно большее число молодых людей и пробудить в них живой интерес к наследию прошлого.

### Летний Университет
Начиная с 2009 года Служба волонтёров Государственного Эрмитажа совместно с Госкорпорацией Росатом в рамках проекта WHY (World Heritage & Youth — Всемирное наследие и молодежь) ежегодно организует летний университет для студентов-победителей специального конкурса Госкорпорации «Росатом», проводящегося в ЗАТО Госкорпорации. В течение двух-четырёх недель молодые люди из разных концов страны, получающие преимущественного техническое образование, работают в качестве волонтёров в Эрмитаже, посещают музеи-заповедники, встречаются со специалистами в области культурного наследия и хранителями музеев, принимают участие в археологических раскопках. Благодаря существованию этого проекта молодые люди получают уникальный опыт музейной работы и могут глубже проникнуть в понимание ценности объектов культурного наследия и по-новому взглянуть на историю и культуру родной страны.

### Игры, квесты и конкурсы
Каждый год Служба волонтёров Государственного Эрмитажа организует несколько игр и конкурсов для школьников и студентов. В интересной игровой форме ребята могут познакомиться со страницами мировой истории и культуры, совершив увлекательное путешествие по залам музея в поисках необычных сокровищ — экспонатов. К примеру, в феврале 2009 года игра «День скифа» помогла детям открыть для себя не только культуру скифов, но и богатейшую культуру кочевников Алтая — Пазырык. Конкурсы, организуемые Службой волонтёров в сотрудничестве с научными отделами Государственного Эрмитажа, носят в первую очередь образовательный характер. Посещая тематическую экскурсию и выполняя маленькое исследование ребята могут открыть для себя удивительный мир истории и культуры.
Игры и квесты, проведенные Службой волонтёров Государственного Эрмитажа:
- Волонтерский командный онлайн-квест «Приключения Барона Мюнхгаузена в Эрмитаже», 5 декабря 2020 года;
- Видео онлайн-квест «Приключения барона Мюнхгаузена в Зимнем дворце», 22 сентября 2020 года;
- Театрализованный квест «Принцесса и поэт» по мотивам восточной сказки английского поэта XIX века Томаса Мура «Лалла Рук» и семейный фестиваль «С Днем рождения, Эрмитаж!», 1 декабря 2019 года;
- Квест «Флексагоны Ифигении», 12 апреля 2019 года;
- Квест «Знаки Зодиака», 12 апреля 2018 года;
- Квест «Боги. Звёзды. Планеты», 12 апреля 2017 года;
- Киноквест «Открой свою Европу в Эрмитаже», 24 сентября — декабрь 2016 года;
- Квест «Легенды о Космосе», 12 апреля 2016 года;
- Фестиваль-квест «Открой свою Европу в Эрмитаже», 26 сентября — декабрь 2015 года;
- Квест «Открой свою Европу в Эрмитаже», сентябрь 2013 года;
- Квест «Открой свою Европу в Эрмитаже», сентябрь 2012 года;
- Квест «Волонтёрские игры 2010», апрель 2010 года;
- Квест «КотоВасия КотоМания», март 2009 года;
- Квест «Волонтёрские игры 2009», апрель 2009 года;
- Игра «День скифа», апрель 2009 года;
- Игра «Звездные войны», декабрь 2008 года — март 2009 года;
- Игра «Ледниковый период», декабрь 2008 года;
- Игра «Индиана Джонс в Эрмитаже», ноябрь 2008 года.

### Конкурсы компьютерной графики и анимации
С 2005 года Служба волонтеров Государственного Эрмитажа начала проводить конкурсы для школьников в области информационных технологий. Каждый год Служба волонтеров разрабатывает и проводит совместно с НМО «Школьный Центр» несколько конкурсов, имеющих тематическую направленность в зависимости от проводимых в Государственном Эрмитаже мероприятий и выставок. Проведение конкурсов включает в себя организацию специальной образовательной программы для участников в возрасте от 6 до 17 лет, преподавателей информатики и волонтеров, а также церемонии торжественного награждения. Конкурсные работы выполняются в форме анимаций, мультимедийных представлений и компьютерной живописи, а работы победителей демонстрируются на мониторах в залах музея.
Конкурсы, проведенные Службой волонтёров Государственного Эрмитажа:
- Конкурс «Моё большое космическое путешествие и научная фантастика XVIII века», 12 апреля — 26 мая 2021 года;
- Конкурс «Приключения барона Мюнхгаузена в Зимнем Дворце», 1 декабря 2020 года — 5 марта 2021 года;
- Конкурс «Ифигения возвращается...», октябрь — декабрь 2019 года;
- Конкурс «Вдохновлённые мифом: Ифигения в Тавриде», март — май 2019 года;
- Конкурс «Эрмитаж: сохраняя наследие наций», сентябрь — декабрь 2018 года;
- Конкурс «Эрмитаж и русский балет», март — май 2018 года;
- Конкурс «Эрмитаж в переломную эпоху», октябрь — декабрь 2017 года;
- Конкурс «Tour de France 1717. Большое путешествие Петра великого», февраль — май 2017 года;
- Конкурс «Византия и Россия», сентябрь — декабрь 2016 года;
- Конкурс «Пальмира: Вдыхая жизнь!», март — май 2015 года;
- Конкурс «Буэнос Диас, Аргентина», сентябрь — декабрь 2015 года;
- Конкурс «Лягушка-путешественница», апрель — ноябрь 2015 года;
- Конкурс «Рождение Эрмитажа», декабрь 2014 года — апрель 2015 года;
- Конкурс «Мир сказочный нам грезится вдали...», декабрь 2012 года;
- Конкурс «Коты и кошки - большие и маленькие», апрель 2012 года;
- Конкурс «За девять дней до сентябрьских календ», декабрь 2011 года;
- Конкурс «Гараж Николая II», февраль 2011 года;
- Конкурс «…На пороге открытия», октябрь 2010 года;
- Конкурс «По следам Олимпийских Богов», апрель 2010 года;
- Конкурс «Автограф Санкт-Петербурга», май 2009 года;
- Конкурс «Мультикот 2009», март 2009 года;
- Конкурс «Новогодний праздник», декабрь 2007 года;
- Конкурс «История Новогодней Ёлки», декабрь 2005 года.

### Фестиваль «Открой свою Европу в Эрмитаже»
С 2012 года Служба волонтеров принимает участие в фестивале, проводимом при поддержке Представительства ЕС в России в Европейский день языков (26 сентября). Традиционно все мероприятия в рамках этого фестиваля, проводимые Службой волонтеров в Государственном Эрмитаже носят название «Открой свою Европу в Эрмитаже».
В 2014 году в связи с осложнением отношений между Россией и Европейским Союзом и невозможностью проведения фестиваля «Дни Европы», Службой волонтеров было предложено организовать новый фестиваль «Открой свою Европу в Эрмитаже» и местом его проведения выбрать открытое в 2014 году к 250-летию Эрмитажа Восточное крыло главного Штаба. 20 сентября в преддверии Европейского дня языков при участии 13 стран ЕС состоялся I фестиваль «Открой свою Европу в Эрмитаже».
II фестиваль «Открой свою Европу в Эрмитаже» 2015 года был приурочен к Году литературы в России и к Европейскому дню языков, поэтому был посвящён европейским языкам и европейской литературной традиции. Программа Фестиваля организована волонтёрами Государственного Эрмитажа при участии 13 представительств и культурных институтов стран-участниц Европейского Союза и поддержке Представительства Европейского Союза в России. Для этого фестиваля волонтеры подготовили Квест, материалы которого были размещены в приложении-аудиогиде izi.travel, где можно услышать вопросы и отрывки из книг, озвученные на языке оригинала волонтёрами из разных стран. Сотрудничество с izi.travel и использование новейших информационных технологий позволило Службе волонтеров проводить Квест «Открой свою Европу в Эрмитаже» начиная с 26 сентября до начала 2016 года, то есть до окончания Года литературы.
В 2016 году III фестиваль «Открой свою Европу в Эрмитаже» был приурочен к Году кино в России и в связи с этим большая часть всех мероприятий и выставок была посвящена истории европейского кино. Также 2016 год был объявлен в мире Годом Шекспира в связи с 500-летием со дня смерти великого драматурга, что определило наполнение программы фестивальной площадки,организованной волонтерами в левом крыле Главного штаба. В фестивале «Открой свою Европу в Эрмитаже 2016» приняли участие 19 европейских стран, представленных посольствами,консульствами и культурными институтами. Основной интерактивной площадкой фестиваля стала организованная волонтерами киносъемочная зона, на которой все желающие смогли принять участие в съемках фильма по мотивам знаменитой пьесы Уильяма Шекспира «Ромео и Джульетта», а также познакомиться со всеми этапами киносъемочного процесса.
В связи с празднованием в 2017 году 300-летием окончания II-го Большого Европейского Путешествия, которое Петр I совершил в 1716-1717 годах, фестиваль «Открой свою Европу в Эрмитаже» волонтеры предложили посвятить Петру I, культуре начала XVIII века. Лекции, уроки языка и танцев, выставки, викторины, театральные представления, игровые мастер-классы и перфомансы, кинопоказы и концерты из оперных и балетных постановок начала XVIII века объединили 20 консульств и культурных институтов стран Европы.
IV фестиваль «Открой свою Европу в Эрмитаже», который прошел в 2018 году, объявленном Годом европейского культурного наследия, волонтеры посвятили материальному и нематериальному наследию Европы, истории и вопросам его сохранения, а также знаменитым энтузиастам, благодаря которым были спасены многочисленные памятники и созданы основы для создания институтов и правил охраны истории и культуры.
В 2019 году состоялся V фестиваль «Открой свою Европу в Эрмитаже» и был посвящен Году театра. В юбилейном фестивале приняли участие более 20 стран Европейского Союза, представивших более 50 творческих мероприятий. Волонтеры посвятили фестиваль истории и наследию европейского театра, главной героиней всех творческих мероприятий стала легендарная Ифигения.
В 2020 году в связи с ограничениями VII фестиваль «Открой свою Европу в Эрмитаже» прошел онлайн 22 сентября на нескольких интернет-площадках. Для этом фестивале волонтеры представили в течение всего дня 22 сентября 2020 года видео-квест «Приключения барона Мюнхгаузена в Зимнем дворце», 20 видео-сюжетов которого было снято в Зимнем дворце в сотрудничестве с отделами и хранителя Государственного Эрмитажа. Эрмитажный видео-квест посмотрели и приняли участие около 200 тысяч зрителей.

## Постоянный поиск новых форматов и работа в период ограничений
Служба волонтеров с первых дней своего существования привлекает волонтеров для поиска новых форматов музейной работы и просветительской деятельности, предоставляя возможность молодежи предлагать собственные идеи и в сотрудничестве со специалистами реализовывать их в образовательных проектах Службы волонтеров.
В 2020 году в связи с эпидемиологическими ограничениями Служба волонтеров как и Государственный Эрмитаж перешла на онлайн работы активно привлекая волонтеров к поиску новых форм просветительской деятельности и создания новых форматов. Одним их самых успешных для музея стал формат создания игровых видео сюжетов, который оказался невероятно востребован онлайн аудиторией. Именно в таком формате было реализовано несколько видео-квестов и сняты серии сюжетов, посвященных различным экспозициям, как постоянным так и временным для разных аудиторий зрителей.
Наиболее успешной стала несколько серий короткометражных фильмов, посвященных 300-летию барона К.И.Ф. фон Мюнхгаузена. Видео-сюжеты создавались в нескольких форматах от 1,5 минутных до 20 минутных короткометражных фильмов для разных категорий зрительской аудитории и предназначены для разных видов мероприятий (от школьных образовательных программ для игровых онлайн-квестов для молодежи). Такой новый формат позволяет расширять сферу вовлечения молодежи творческую деятельность и позволяет находит новые формы работы как волонтерской так и со зрительской аудиторией.

## Конференции и Круглые столы
На протяжении всей своей деятельности Служба волонтеров активно занимается изучением феномена волонтерства, психологических особенностей волонтерской деятельности в профессиональной сфере, воспитательном значении добровольчества и возможностей развития культурного волонтерства.
Совместно с институтом Петра Великого Служба волонтеров организует и проводит в рамках ежегодного Петровского конгресса свою «Волонтерскую молодежную секцию» на которой волонтеры выступают с докладами и представляют образовательные проекты, разработанные на основе проведенных исследований и разработанных совместно с научными сотрудниками Государственного Эрмитажа интерактивными игровыми просветительскими мероприятиями.
I Круглый стол «Культурное волонтерство и музеи»
6 апреля 2018 года в Государственном Эрмитаже состоялся I Круглый стол «Музеи и культурное волонтерство», посвященный 15-летию деятельности Службы волонтеров Эрмитажа. На Круглом столе были представлены доклады иностранных волонтеров Эрмитажа о развитии волонтерских программ в области культуры в странах мира, проблемах и исследованиях, посвященных развитию культурного волонтерства в мире. Результаты Круглого стола были использованы для представления на многочисленных мероприятиях Года Волонтера и создания рекомендаций для развития волонтерских программ в области в культуры и добровольчества в целом.
II Круглый стол «Культурное волонтерство и музеи»
18 апреля 2019 года в Государственном Эрмитаже состоялся II Круглый стол «Музеи и культурное волонтерство», посвященный Году театра и драматургическим инструментам и театрализации в работе с волонтерами в музеях.

###### Онлайн-дискуссия «Актуальность принципов эпохи просвещения в современном образовании и волонтерской деятельности»
23 октября 2019 года Служба волонтёров Государственного Эрмитажа приняла участие в прямом эфире на студии «Герцен ТВ». Дискуссия «Интеграция музея и высшей школы» стала первым проектом в рамках сотрудничества с Российским Государственным Педагогическим Университетом им. Герцена. Состоявшийся диалог был посвящен исследованию актуальности принципов эпохи Просвещения, сформулированных великими мыслителями и педагогами XVIII века, в современной образовательной практике и волонтёрской деятельности.

##### Круглый стол «Барон Мюнхгаузен: от Петра I до Екатерины II»
18 декабря 2020 года в Санкт-Петербурге в рамках проекта «Европейские маршруты Петра Великого» состоялся Круглый стол «Барон Мюнхгаузен: от Петра I до Екатерины II», посвященный 300-летию со дня рождения Иеронима Карла Фридриха фон Мюнхгаузена (1720—1797). Научная конференция была организована Институтом Петра Великого при поддержке Института культурных программ и Государственного Эрмитажа и стала возможной благодаря инициативе и исследованиям Службы волонтеров Эрмитажа, которая совместно с сотрудниками и хранителями музея реализовала целый ряд образовательных проектов 2020 года, главным героем которых стал легендарный барон Иероним Карл Фридрих фон Мюнхгаузен.

## Награды
В 2013 году Служба волонтёров стала победителем конкурса «Эффективное добровольчество» в номинации «Проведение городских мероприятий». Конкурс «Эффективное добровольчество» организован Комитетом по молодежной политике и взаимодействию с общественными организациями Правительства Санкт-Петербурга и ежегодно проводится в Санкт-Петербурге ставит своей целью развитие добровольческого движения в Санкт-Петербурге. На конкурс 2015 года Экспертной комиссией были отобраны 150 заявок и выявлены наиболее эффективные общественно-значимые добровольческие проекты, имеющие перспективное значение.
23 ноября 2013 года в Атриуме Главного Штаба (Государственный Эрмитаж) состоялась Торжественная церемония награждения участников и победителей конкурса «Эффективное добровольчество», на которой координатору Службы волонтеров Государственного Эрмитажа Михаилу Кожуховскому был торжественно вручен Диплом I степени и бронзовая статуэтка Маленького Принца.    

## Служба волонтеров в кино

###### Фильм «Secret Hermitage Helpers»(«Тайные помощники Эрмитажа») (2013)
В апреле 2013 года, к десятилетнему юбилею Службы волонтеров, телеканал Russia Today снял фильм о волонтерах Государственного Эрмитажа. В результате двухнедельных съемок, основным сюжетом которых, помимо повседневной деятельности волонтеров в музее, стали мероприятия, связанные с подготовкой и празднованием «Дня эрмитажного кота», вышел получасовой англоязычный фильм «Secret Hermitage Helpers» («Тайные помощники Эрмитажа»). Впоследствии фильм был переведен на русский, французский, немецкий, испанский и арабский языки и был неоднократно показан телеканалом RT.

###### Фильм «Улыбка Эрмитажа» (2014)
К 250-летию Государственного Эрмитажа при поддержке и по заказу Министерства культуры Российской Федерации в 2014 году киностудией «Синепро» о волонтерах Эрмитажа снят фильм «Улыбка Эрмитажа». Основным сюжетом фильма стало участие волонтеров Эрмитажа, приезжающих со всех концов Земли, в подготовке праздничных мероприятий, посвящённых 250-летию Эрмитажа. Режиссёр фильма Эдуард Амбарцумян.